# マーチン4-0-4

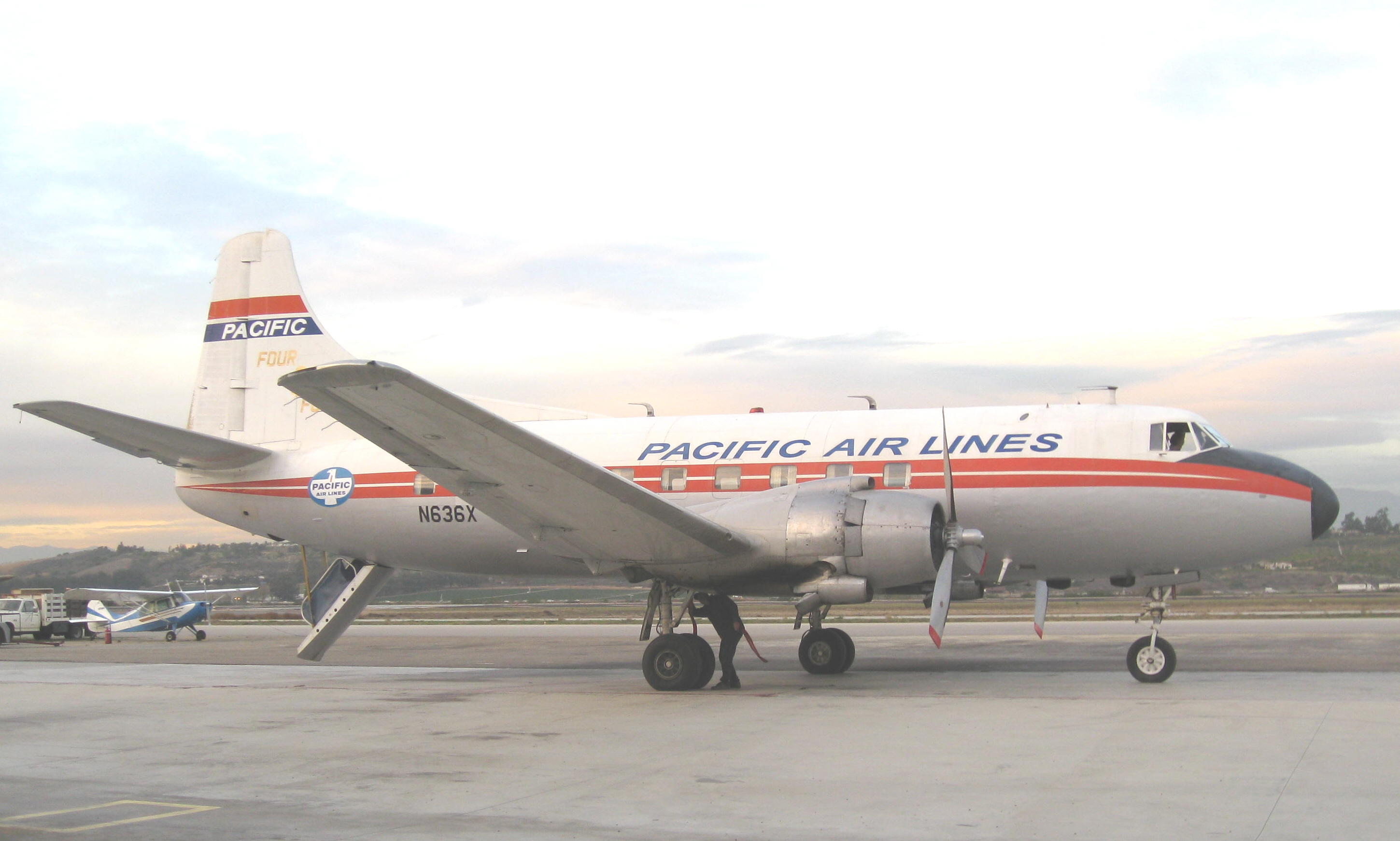
マーチン4-0-4

マーチン4-0-4（Martin4-0-4）とはアメリカ合衆国の航空機メーカーのマーチン（現在のロッキード・マーティン）が第二次世界大戦後に開発・製造した双発レシプロ旅客機である。

## 概要
マーチン2-0-2の主翼を改設計し、さらに客室を与圧化した機体である。そのためマーチン2-0-2の改良型といえる。なお一般的には「マーチン404」と表記されることが多いが正式には「マーチン4-0-4」と表記する。
また同機は103機がマーチン社のボルチモア工場において生産され、TWAとイースタン航空の2社に大部分が引き渡された。

## 性能要目
- 全幅　28.4 m
- 全長　22.8 m
- 全高　8.70 m
- 操縦乗員　3
- 乗客　40（最大）
- エンジン　プラット・アンド・ホイットニー R-2800-CB16 双発
- 総重量　30,367 kg
- 最大巡航速度　450 km/h
- 航続距離　4,184 km